# Kianoush Rostami
Kianoush Rostami (en persan کیانوش رستمی), né le 23 juillet 1991 à Kermanshah, en Iran, est un haltérophile iranien d'origine Kurde. En 2011, lors des championnats du monde, il gagne la médaille d’or dans la catégorie des plus de 85 kg. En 2012, lors des Jeux olympiques d'été de Londres, il s'empare de la médaille de bronze dans la même catégorie (médaille qui deviendra d'argent après la disqualification du Russe Apti Aukhadov).
En 2016, lors des Jeux olympiques d'été de Rio de janeiro, il gagne la médaille d’or dans la catégorie des moins de 85 kg et établit un nouveau record du monde et d'olympique avec un total de 396 kg à Arraché + Épaulé-Jeté.